# Wilhelm Lindenschmit den yngre
 For alternative betydninger, se Wilhelm Lindenschmit. (Se også artikler, som begynder med Wilhelm Lindenschmit)

Wilhelm Lindenschmit den Yngre (født 20. juni 1829 i München, død 8. juni 1895 sammesteds) var en tysk historiemaler, søn af Wilhelm Lindenschmit den ældre.
Da Lindenschmit efter læreårene slog sig ned i sin fødeby 1863, havde han gennemgået en meget grundig skole, først under onklen, arkæologen og maleren Ludwig Lindenschmit den ældre, senere blandt andet i Antwerpen og særlig i Paris, hvor han kom ind i den Feuerbachske kreds og påvirkedes af Barbizon-skolen. Her udførte han sine første betydelige malerier: »Alba hos grevinden af Rudolstadt« og »Høsten« (begge i Hamburgs Kunsthalle), i Frankfurt a. M. 1853
Kartonen »Frants I tages til Fange« (Germ.-Mus. i Nürnberg). I München, hvor han 1875 blev akademiprofessor, dannede han, uafhængig af Piloty, snart en skole, hvor adskillige af Münchens betydeligere moderne malere uddannedes (blandt hans elever den danske malerinde Bertha Wegmann). Hans egen kunst, mindre teatralsk end Pilotys og stærkere påvirket af fr. kolorit, syslede i længere tid særlig med reformationshistorien: en Del Luther-Billeder,
»Ulrich v. Hutten i Kamp med franske Adelsmænd« (1869, Bymus. i Leipzig), »Knox«, »W.
Raleigh« osv.; fl. Arbejder fra den klassiske Mytologi: »Venus ved Adonis’ Lig« (1874,
Münchens ny Pinakotek) og »Narcis«; det pompøse »Alarik i Rom« fra 1886. I Wiens Hofmus. ses
det kolossale »Wilhelm af Oranien myrdes«. Adskillige dekorative arbejder, således for rådhussalen i Kaufbeuren (1883—84).